# 幽霊井戸
幽霊井戸（ゆうれいいど）は、長崎にあった井戸。
長崎三名井（または長崎三大美水）の1つで、柳泉（やなぎのいずみ）とも呼ばれた。どれほどの日照りの年でも、よその井戸と違ってこの井戸は涸れることなく、滾々と冷たい水が湧き出たという。
この井戸は、舗装工事により埋められ、跡に石だけが残されている。

## 飴買い幽霊

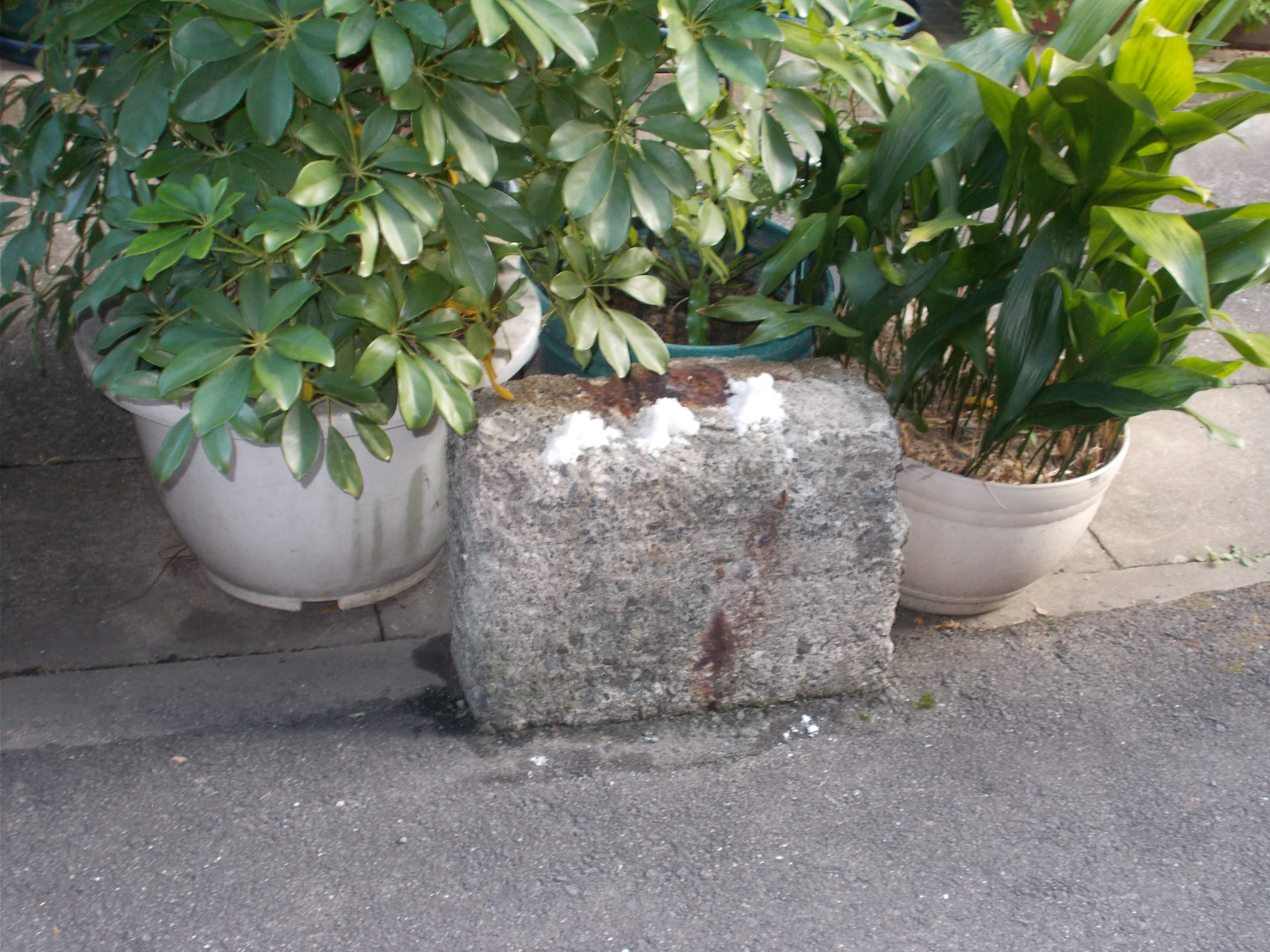
長崎市麴屋町にある幽霊井戸の跡

長崎の麹町にある飴屋に、ある夜24，5歳くらいの女性が飴を買いに来た。それから毎晩1文ずつ払って飴を買う女を怪しんだ主人が後をつけると、伊良林の光源寺の墓地で女は姿を消した。その墓から赤ん坊の泣き声がするので掘ってみると、母親の遺体のそばに赤ん坊がいた。女が飴を買う際に払った銭は棺に入れられた六道銭であった。
全国にある子育て幽霊譚の1つだが、長崎の話は、水不足で困っているという飴屋の主人に、子供を助けてくれた礼に女性の幽霊がそこを掘れば水が出ると教えた。その場所を掘ると水が滾々と湧き出たのが、幽霊井戸の由来と伝わる。
この話には、いくつか類話があり、
- 飴屋の主人が1人で女の後を追ったのではなく、毎晩飴を買いに来るという女の噂を聞いた若い者たちとともに後をつけた。
- 応対をしたのは店の若い者で、後を尾けて赤ん坊の泣き声がした墓を掘り起こしたのはこの若い者だった[注釈 1]。
- 飴屋が横町を歩いていると、女物の櫛が落ちているのに気付き、そこを掘ると水が湧き出た。
- 櫛が落ちていたのは飴屋の前だった。
- 六文銭を使い切った7夜目に、飴を恵んでくれたお礼にと、女は水が湧き出る場所を店先で教えた。飴屋が女の後をつけて墓地で赤子を見付けたのはその後のことだった[注釈 2]。

など、内容には多少の差異がある。

## 光源寺の幽霊像
飴買い幽霊の話に出てきた女性は、長崎出身の彫刻師・藤原清永が京都で修行中に深い仲になった娘だった。しかし、故郷に帰った清永が別の女性と結婚したと知り、後を追ってきた娘は悲しみと疲労のため急死した。彫刻師は子供を引き取り、娘を葬った光源寺の寺に幽霊像を造っておさめたという。
幽霊像は年に1回8月16日（旧暦7月16日）に開帳される。